# Molt soroll per no res (pel·lícula de 1993)
Molt soroll per no res (títol original en anglès: Much Ado About Nothing) és una pel·lícula de comèdia romàntica basada en l'obra teatral Molt soroll per no res escrita per William Shakespeare i adaptada per Kenneth Branagh. Fou estrenada el 7 de maig de 1993. Ha estat doblada al català.

## Argument
El príncep D. Pedro d'Aragó i D. Juan, el seu germà bastard, tornen de la guerra acompanyats de dos notables italians, Claudio i Benedicte, i els seus criats. Leonato, governador de Messina (Sicília), els convida a passar un mes a casa seva. Durant l'estada, s'hi originen dues històries d'amor. La primera entre Claudio i Hero, fi lla de Leonato, i la segona entre Beatrice i Benedicte. D. Juan, que no pot veure ningú feliç, tracta d'impedir que Claudio es casi amb Hero embrutant el noble llinatge de Leonato amb una calúmnia. L'orgull, la burla verbal i el tarannà de Beatrice i Benedicte els dificulta festejar d'una manera pacífica. Després de moltes trifulgues es descobreix la veritat i amb la intervenció de mitjancers s'arreglen els dos matrimonis.

## Repartiment
- Kenneth Branagh: Benedick
- Emma Thompson: Beatrice
- Robert Sean Leonard: Count Claudio
- Kate Beckinsale: Hero
- Denzel Washington: Don Pedro
- Keanu Reeves: Don John
- Richard Briers: Leonato
- Michael Keaton: Dogberry
- Gerard Horan: Borachio
- Imelda Staunton: Margaret
- Brian Blessed: Antonio
- Ben Elton: Verges
- Jimmy Yuill: Friar Francis
- Richard Clifford: Conrade
- Phyllida Law: Ursula
- Patrick Doyle: Balthazar

## Premis i nominacions

### Nominacions
- 1993: Palma d'Or
- 1994: Globus d'Or a la millor pel·lícula musical o còmica
- 1994: BAFTA al millor vestuari per Phyllis Dalton